# Niggas in Paris
Niggas in Paris (censurato come N****s In Paris) è una canzone dei rapper statunitensi Jay-Z e Kanye West, terzo singolo estratto dal loro album collaborativo Watch the Throne.
Il brano, riconosciuto col Grammy Award alla miglior canzone rap e con quello alla miglior interpretazione rap, è stato inserito nella lista delle 100 migliori canzoni hip hop di tutti i tempi stilata da Rolling Stone; inoltre, ha ottenuto ampio consenso da parte della critica, venendo considerato tra i migliori brani prodotti e scritti dai due rapper.
Commercialmente il brano ha raggiunto le prime cinque posizioni della Billboard Hot 100, oltre che divenire il brano di maggior successo di entrambi gli artisti nelle classifiche Hot R&B/Hip-Hop Songs e Hot Rap Songs, dove si è posizionata in testa alla classifica. Commercialmente il brano ha superato le 10 milioni di unità vendute negli Stati Uniti, ottenendo la certificazione disco di diamante dalla RIAA, divenendo la prima per Jay-Z e la seconda per West, dopo Stronger.
La canzone è famosa per il numero di volte in cui è stata eseguita ripetutamente nei concerti; il record è stato stabilito al Palais Omnisports Paris Bercy di Parigi, il 18 giugno 2012, in cui la canzone è stata ripetuta per 12 volte consecutive dai rapper.

## Descrizione
Il brano è basato su un riff di synth tratto dal pacchetto di sample Dirty South Bangaz prodotto dalla Big Fish Audio. Inoltre contiene campionamenti vocali di Baptizing Scene di Reverend W.A. Donaldson e del film Blades of Glory - Due pattini per la gloria, oltre ad un'interpolazione di Victory di Puff Daddy.
Jay-Z ha raccontato il significato del brano in un'intervista rilasciata a GQ, soffermandosi sul fatto che non si tratta di un'esaltazione del successo, ma il contrario poiché «è come dire: 'Sono scioccato che siamo qui'. Ancora stupito, ancora incapace di essere felice. Divertirsi così tanto e poi fermarsi e dire: 'Cosa ci facciamo qui? Come siamo arrivati qui?» definendo il verso chiave «/If you escaped what I escaped, you’d be in Paris getting fucked up too./ (Se foste scappati da quello che sono scappato io, sareste a Parigi a spaccarvi anche voi.)/». Il rapper prosegue «ho conosciuto così tante persone che non ce l'hanno fatta", dice. "La maggior parte delle persone può guardare una foto dei ragazzi con cui è cresciuta e dire: 'Oh sì, Adam è andato ad Harvard'. Questa è una conversazione completamente diversa».

### Remix
La canzone è stata oggetto di numerosi remix: infatti il remix ufficiale vede la collaborazione del rapper T.I., ma molti altri artisti ne hanno creato altri. Si tratta di: Chris Brown e T-Pain, The Game, Pitbull, Trey Songz, Busta Rhymes, e molti altri.

### Cover
Nel 2013 il gruppo musicale britannico Hacktivist ha proposto una cover della canzone in chiave rap metal, accompagnata da un video girato dal vivo.

## Accoglienza
Il brano è stato accolto in maniera perlopiù positiva da parte della critica specializzata. Ritenuta tra le migliori collaborazioni musicali nella storia della musica hip-hop, la canzone è inoltre considerata tra i migliori brani della carriera dei due artisti. La rivista Rolling Stone ha inserito la collaborazione al 71º posto della lista 100 Greatest Hip-Hop Songs of All Time (100 migliori canzoni Hip-Hop di tutti i tempi) nel 2017.
Alexis Petridis del The Guardian ha dichiarato che la canzone è «elettrizzante» dal punto di vista sonoro, poiché «passa improvvisamente da un'orchestrazione staccata a un frizzante rumore industriale», e definendo i versi di West «una metafora particolarmente tortuosa; alludendo a una capacità di ridere di sé stesso fino ad allora inosservata». Kitty Empire, recensendo l'album per The Observer, si sofferma sulla traccia definendola «il discorso chiave dell'album», in cui si trova la «provocazione, una specialità di West» in cui ridicolizza la folla di avventori attorno al duo, e  «la contagiosa gioia di vivere» di Jay-Z, il quale resta il vero «motivo per cui si riascolta il brano».  Tom Breihan di Pitchfork scrive che il brano si imposta su «un riff di sintetizzatore incredibilmente propulsivo e una batteria massiccia» su cui si imposta «l'abilità tecnica» del rapping di Jay-Z.
Nel dicembre 2019 Rolling Stone ha stilato una lista delle 50 miglior canzoni di Jay-Z, inserendo Niggas in Paris al 10º posto. Altre testate e siti web specializzati hanno inserito il brano tra i migliori pubblicati nel corso della carriera dal rapper, tra cui Entertainment Weekly, XXL, e Complex
La rivista Consequence ha inserito Niggas in Paris alla 9ª posizione dei Migliori brani di Kayne West, mentre Time Out pone il brano al 21º posto dei migliori di West. Complex ha inserito il brano al 6 posto delle 100 migliori canzoni del rapper.

## Riconoscimenti
Grammy Award
- 2013 – Miglior canzone rap
- 2013 – Miglior interpretazione rap

ASCAP Rhythm & Soul Music Awards
- 2013 – Canzone R&B/Hip-Hop più trasmessa
- 2013 – Canzone Rap più trasmessa

BET Awards
- 2013 – Candidatura al video dell'anno

BET Hip Hop Awards
- 2013 – Migliore canzone da club

MTV Video Music Awards
- 2013 – Candidatura al miglior video hip-hop
- 2013 – Candidatura al miglior montaggio

## Video
Jay-Z ha annunciato che l'esecuzione del brano effettuata nella data di Los Angeles del Watch the Throne Tour sarà utilizzata come video ufficiale.
Il video può causare attacchi di epilessia ed è noto anche per la massiccia presenza di simboli massonici.

## Successo commerciale

### Stati Uniti
Il 27 agosto 2011, Niggas in Paris ha esordito alla posizione numero 75 della Billboard Hot 100, raggiungendo successivamente la posizione numero cinque della Hot 100, diventando l'undicesimo brano a posizionarsi tra le prime cinque per Jay-Z e il decimo per West, oltre che la terza canzone in cui i due hanno collaborato a ottenere tale risultato, dopo Swagga like Us (2008) e Run This Town (2009).
Nelle altre classifiche redatte da Billboard, il brano ha occupato per sette settimane consecutive la prima posizione della Hot R&B/Hip-Hop Songs, divenendo il brano che è permaso per il maggior numero di settimane nella classifica per entrambi gli artisti, con 45 settimane complessive. La collaborazione ha inoltre occupato la prima posizione per dieci settimane consecutive della Hot Rap Songs, ad oggi il miglior risultato ottenuto in classifica dai due rapper.
La canzone ha venduto due milioni di copie nel febbraio 2012, e ha raggiunto i tre milioni di vendite negli Stati Uniti nel dicembre 2012. Al 2023 la collaborazione è stata certificata disco di diamante dalla RIAA con oltre 10 milioni di copie vendute nel Paese, divenendo la prima per Jay-Z e la seconda per West, dopo Stronger, a ottenere tale certificazione.

### Regno Unito
Nel Regno Unito, il brano ha raggiunto la posizione numero dieci della Official Singles Chart il 18 marzo 2012, divenendo il decimo brano di Jay-Z e sedicesimo di West a posizionarsi tra le prime dieci posizioni della classifica. Secondo la Official Charts Company, il brano ha venduto 432.000 copie nel Regno Unito nel 2012. Al 25 agosto 2021, Niggas in Paris ha venduto 1,45 milioni di copie nel Regno Unito e si classifica come il quinto brano di West e secondo di Jay-Z di maggior successo nel Paese. Nell'aprile 2017, Official Charts Company ha rivelato che Niggas in Paris è stato il 18° brano hip-hop più venduto di tutti i tempi nel Regno Unito.

## Classifiche
| Classifica (2011-2014) | Posizione Massima |
| ---------------------- | ----------------- |
| Australia              | 66                |
| Austria                | 38                |
| Belgio (Fiandre)       | 17                |
| Belgio (Vallonia)      | 29                |
| Canada                 | 33                |
| Danimarca              | 19                |
| Francia                | 28                |
| Germania               | 40                |
| Irlanda                | 22                |
| Nuova Zelanda          | 38                |
| Paesi Bassi            | 28                |
| Regno Unito            | 10                |
| Stati Uniti            | 5                 |
| Svezia                 | 44                |
| Svizzera               | 43                |